# Karl Philipp Fohr

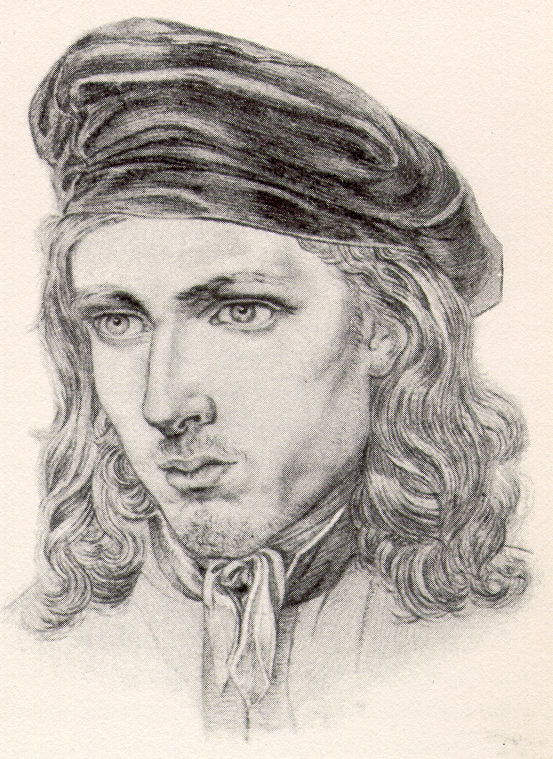
Fohr im Alter von 22 Jahren (Porträt von Carl Barth), Kurpf. Museum Heidelberg

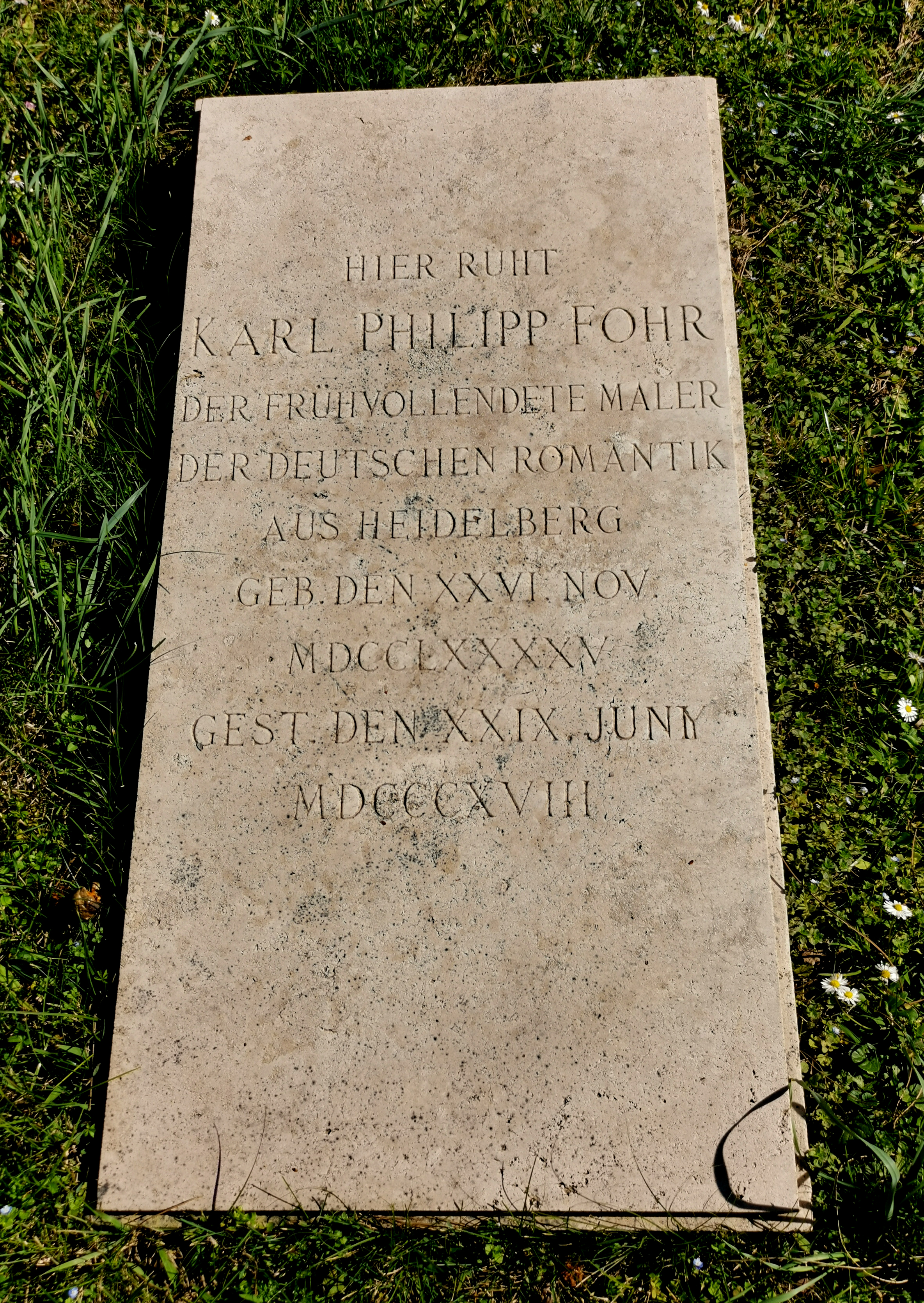
Grab auf dem Nichtkatholischen (Protestantischen) Friedhof Rom

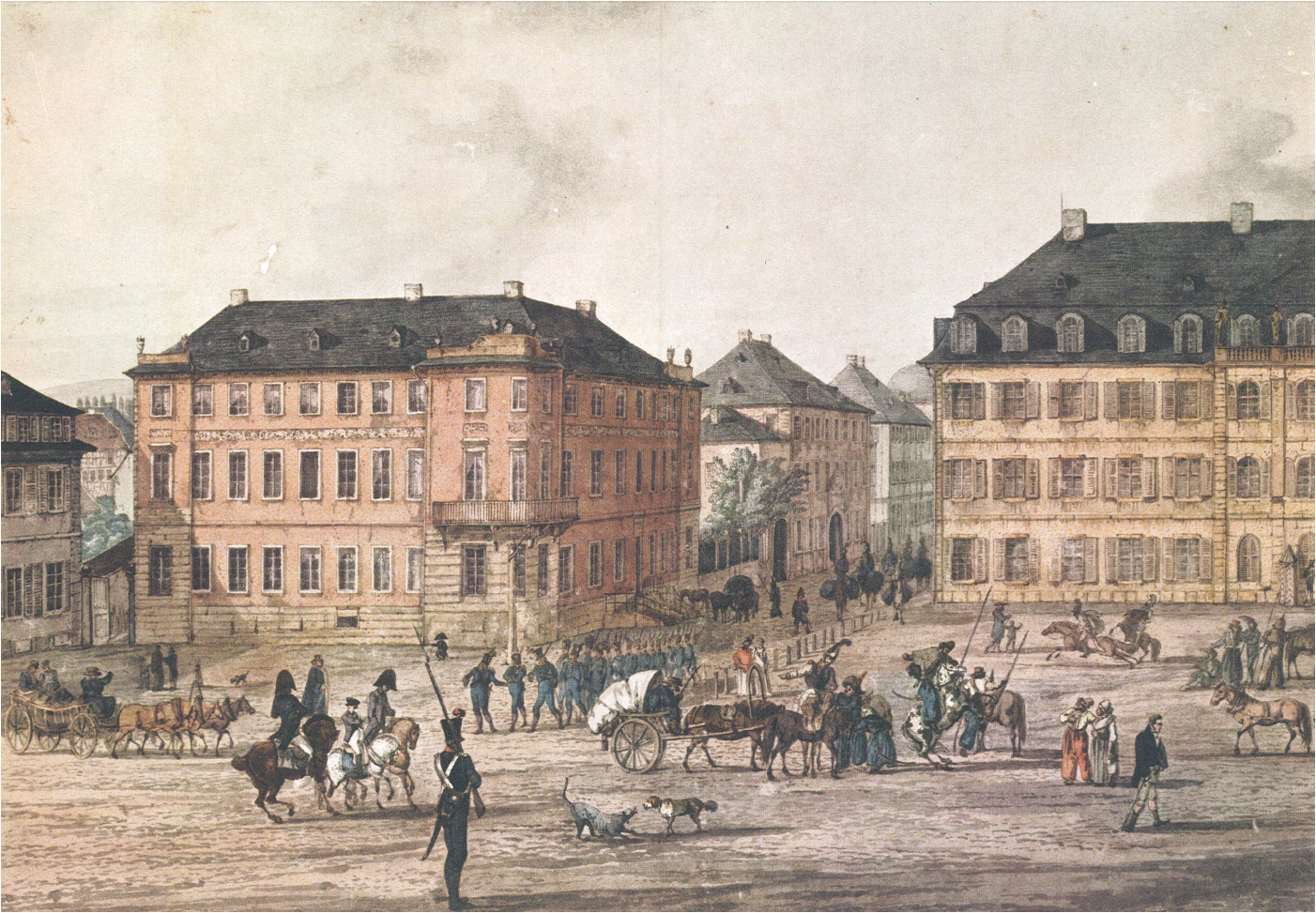
Fohr: Der Luisenplatz in Darmstadt zur Zeit der Freiheitskriege, gemalt 1814; das Alexanderpalais noch im Ursprungszustand

Karl Philipp Fohr, auch Carl Philipp Fohr, (* 26. November 1795 in Heidelberg; † 29. Juni 1818 in Rom) war ein bedeutender Landschaftsmaler der deutschen Romantik.

## Leben
Fohr begann das Studium der Malerei nach einer Ausbildung bei Friedrich Rottmann weitgehend als Autodidakt. Der Darmstädter Hofrat und Maler Georg Wilhelm Issel entdeckte ihn 1810 und lud ihn 1811 nach Darmstadt ein. Dort lernte er den Kammersekretär und Historiker Johann Philipp Dieffenbach kennen, der ihn mit der Erbprinzessin Wilhelmine Luise von Baden bekanntmachte, von der er finanziell unterstützt wurde und kleine Aufträge erhielt. Sein jüngerer Bruder Daniel Fohr war ebenfalls Landschaftsmaler, zeitweise bekleidete er die Position eines badischen Hofmalers. Die Brüder waren die Urgroßonkel des Malers Christian Schad.
Später studierte er an der Akademie in München, wo er mit dem Kunststudenten Ludwig Sigismund Ruhl befreundet war und von ihm das Malen in Öl lernte. Die Studien an der Münchner Akademie brach er jedoch vorzeitig ab, um zu Fuß nach Oberitalien und später nach Rom zu reisen. Dort schloss er sich kurzzeitig dem Kreis der Nazarener um Peter von Cornelius, Philipp Veit und Friedrich Overbeck an, entwickelte jedoch zunehmend einen eigenen Stil. Mit dem Tiroler Landschaftsmaler Joseph Anton Koch, dessen Arbeiten seinen Stil beeinflussten, teilte er sich in Rom ein Atelier.
Eine seiner wichtigsten Arbeiten ist der Entwurf eines Gruppenbildes der deutschen Künstler in Rom, im Café Greco. 1816 ging er nach Heidelberg, wo er sich der Burschenschaft Teutonia um Karl Follen anschloss.

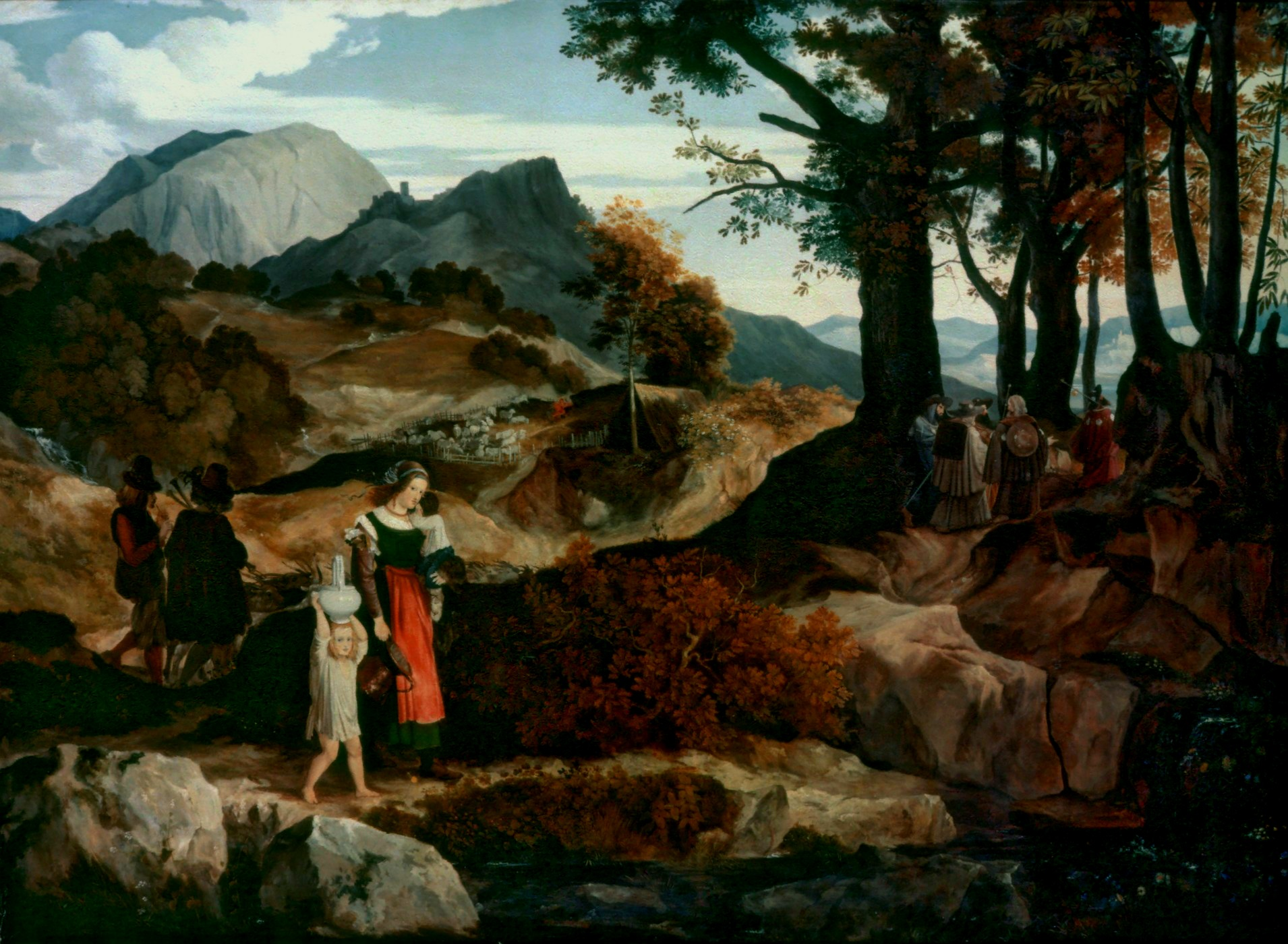
Romantische Landschaft in Italien

Karl Phillip Fohr ertrank am 29. Juni 1818 in Italien beim Baden im Tiber. Literarisch wurde sein Leben in der Erzählung Fohr von Peter Härtling behandelt.

## Werke

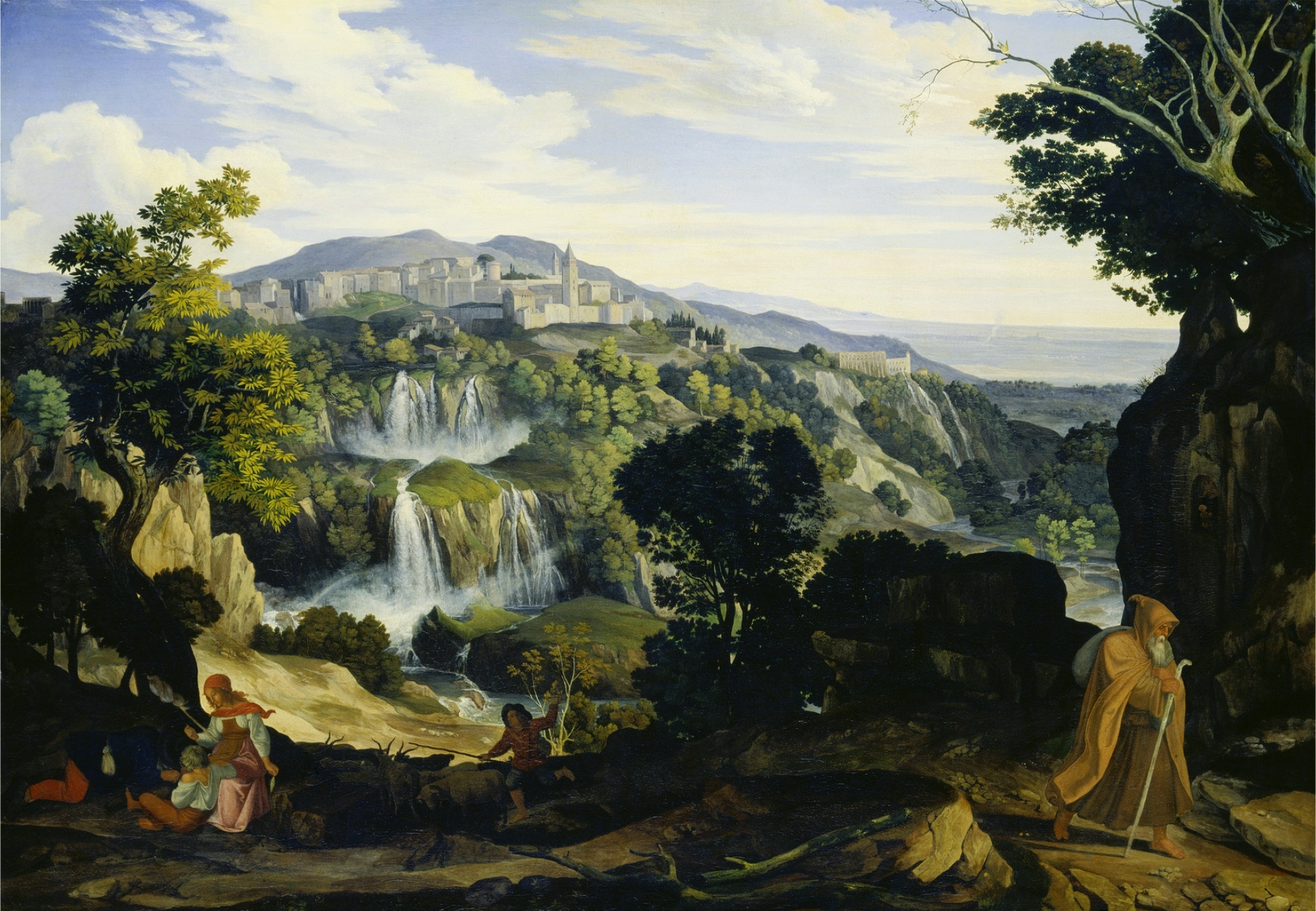
Die Wasserfälle von Tivoli

- Blick auf das Stift Neuburg bei Heidelberg (1813)
- Burg Ehrenberg am Neckar (1813/1814)
- Das Heidelberger Schloß vom Weg zum Königsstuhl aus (1814)
- Studentenversammlung im Wirtshaus zu Neuenheim (1814)
- Das Heidelberger Schloß von Osten mit drei Studenten (1815)
- Selbstbildnis Carl Philipp Fohrs im militärischen Schnürrock (1815/16)
- Adolf August Ludwig Follen (1816)
- Das Rosenwunder der heiligen Elisabeth von Thüringen (1816/17)
- Drei Entwürfe der deutschen Künstler in Rom (1817/18)[2]

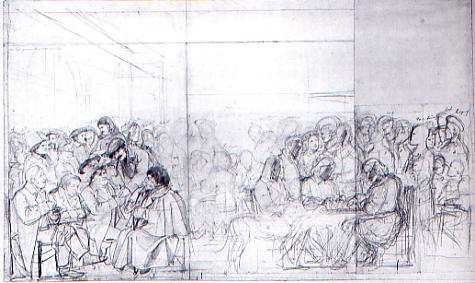
Karl Philipp Fohr (1795–1818): Die Künstler im Antico Caffè Greco 1818, zweiter Entwurf des nicht mehr ausgeführten Gemäldes – links die Landschaftsmaler, in der Mitte Joseph Anton Koch, um ihn Ernst Zacharias Platner, Konrad Eberhard, Johann Martin von Rohden, Carl Barth, Friedrich Rückert und Kaspar Waldmann, rechte Gruppe die Nazarener, in der Mitte Johann Friedrich Overbeck, um ihn Theodor Rehbenitz, Philipp Veit, Peter Cornelius und Fohrs Hund Grimsel

## Lexika
Chronologisch sortiert:
- Friedrich Pecht: Fohr, Carl. In: Allgemeine Deutsche Biographie (ADB). Band 7, Duncker & Humblot, Leipzig 1877, S. 147 f.
- Paul Ferdinand Schmidt: Fohr, Carl Philipp. In: Ulrich Thieme (Hrsg.): Allgemeines Lexikon der Bildenden Künstler von der Antike bis zur Gegenwart. Begründet von Ulrich Thieme und Felix Becker. Band 12: Fiori–Fyt. E. A. Seemann, Leipzig 1916, S. 142–144 (Textarchiv – Internet Archive).
- Arthur von Schneider: Fohr, Carl Philipp. In: Neue Deutsche Biographie (NDB). Band 5, Duncker & Humblot, Berlin 1961, ISBN 3-428-00186-9, S. 283–285 (Digitalisat).
- Allgemeines Künstlerlexikon. Band 16, 2004, S. 504.
- Roland Dotzert et al.: Stadtlexikon Darmstadt. Konrad Theiss Verlag, Stuttgart 2006, ISBN 3-8062-1930-3, S. 255.